# Grejfrut
Grejfrut – polski zespół rockowy założony w styczniu 2000 roku. Tego samego roku zdobył główną nagrodę w konkursie Debiuty KFPP Opole. Nagrał 1 płytę (Tytuł płyty), promowaną teledyskiem do utworu pt. "Kosmita".

## Muzycy
Ostatni znany skład zespołu
- Bartłomiej Świderski - śpiew
- Piotr Nalepa - gitara
- Marcin Ciempiel - gitara basowa
- Tomasz Butryn - instrumenty klawiszowe
- Kuba Głuszkiewicz - perkusja

## Dyskografia
- Tytuł płyty (2000, wytwórnia: Universal Music Polska)